# 红河山壳骨
红河山壳骨（学名：Pseuderanthemum teysmannioides）为爵床科山壳骨属的植物，是中国的特有植物。分布在中国大陆的云南等地，生长于海拔170米至300米的地区，目前尚未由人工引种栽培。